# Martin O'Neill
Pour les articles homonymes, voir O'Neill.
Martin O'Neill, né le 1er mars 1952 à Kilrea dans le Comté de Derry (Irlande du Nord), est entraîneur de football nord-irlandais. Il fut sélectionneur de l'équipe de république d'Irlande de football. En tant que joueur, O'Neill a représenté l'équipe nationale d'Irlande du Nord, dont il était le capitaine. Il est l'ancien entraîneur de Leicester City, du Celtic et de Aston Villa.

## Biographie

### Jeunesse
Pendant sa jeunesse, O'Neill jouait au football gaélique, avant d'entamer un cursus en droit à l'Université Queen's de Belfast. Il quitta ses études pour signer avec Nottingham Forest en 1971.

### Carrière professionnelle
Sous Brian Clough, l'entraîneur de Forest à l'époque, O'Neill devenait un pilier de l'équipe au milieu de terrain, remportant avec le club de Nottingham le championnat, la FA Cup et, en 1979 et 1980, la Coupe d'Europe des Clubs Champions (C1). O'Neill a joué 64 fois pour l'équipe nationale, marquant 8 buts, et représenta sa nation lors de la Coupe du monde 1982 en Espagne. Après Nottingham Forest, O'Neill a joué pour Norwich City, Manchester City et Notts County. 

### Carrière d'entraîneur
Après la fin de sa carrière de footballeur, O'Neill commença sa carrière d'entraîneur, premièrement avec Grantham Town en 1987, puis avec Wycombe Wanderers, époque à laquelle naît une grande rivalité entre lui et Roy McDonough, alors entraîneur de Colchester United, les deux clubs se livrant une lutte acharnée, lors de la saison 1991-92 (en) pour la première place du classement de Conference et donc pour la promotion en League Three et en Football League, lutte qui se conclura en faveur de Colchester United uniquement à la différence de buts.
O'Neill commence à être véritablement reconnu pour son succès avec Leicester, qu'il a mené à la Premiership. O'Neill gagna deux fois la League Cup avec Leicester en 1997 et en 2000. O'Neill devint, en 2000, le nouvel entraîneur du Celtic. Avec le Celtic, O'Neill a stoppé la domination de Rangers dans le Championnat d'Écosse. Sous O'Neill, le Celtic est parvenu en finale de la Coupe UEFA en 2003, finalement battu 3 à 2 après prolongation par Porto. O'Neill quitta le club de Glasgow à la fin de la saison 2004-05, son dernier match étant une victoire contre Dundee United en finale de la Coupe d'Écosse. 
Après un an sans club, O'Neill devient finalement, en août 2006, entraîneur d'Aston Villa. Il démissionne à la surprise générale de son poste d'entraîneur d'Aston Villa le 9 août 2010 à la suite d'un grave problème de santé de son épouse.
Le 3 décembre 2011, il est nommé entraîneur de l'équipe de Sunderland pour trois saisons après le limogeage de Steve Bruce. Par suite de mauvais résultats, il est remercié le 30 mars 2013.
Le 5 novembre 2013, il confirme son arrivée au poste de sélectionneur de l'équipe de république d'Irlande de football, succédant à Giovanni Trapattoni et devenant le premier entraîneur originaire d'Irlande du Nord à diriger la sélection de la république d'Irlande.
Il forme un duo avec l'ancienne vedette de Manchester United, Roy Keane. Le duo quitte ses fonctions le 21 novembre 2018 à la suite du médiocre parcours de l'équipe nationale en Ligue des nations.
O'Neill est nommé entraîneur de Nottingham Forest le 15 janvier 2019.